# Thionia quadratifrons
Thionia quadratifrons är en insektsart som beskrevs av Schmidt 1910. Thionia quadratifrons ingår i släktet Thionia och familjen sköldstritar. Inga underarter finns listade i Catalogue of Life.